# برایان استپانک
برایان استپانک (به انگلیسی: Brian Stepanek) (زاده ۶ فوریهٔ ۱۹۷۱ ) بازیگر آمریکایی است.
از فیلم‌های معروف او می‌توان به بازی در رنج و گنج و دافنه و ولما اشاره کرد.